# ستايسي برومبيرغ
ستايسي برومبيرغ (بالإنجليزية: Stacy Bromberg)‏ هي لاعبة دارت أمريكية، ولدت في 27 يوليو 1956 في لوس أنجلوس في الولايات المتحدة، وتوفيت في 13 فبراير 2017 بسبب سرطان.

## وصلات خارجية
- ستايسي برومبيرغ على موقع DartsDatabase.co.uk (الإنجليزية)